# Eddie Polo
Eddie Polo (1. února 1875 Vídeň – 14. června 1961 Hollywood, Kalifornie) byl americký herec rakouského původu, účinkující v éře němého filmu. Narodil se ve Vídni do rodiny Edwarda W. Wymana či Weimera. Spolu s bratrem Samem začínal jako akrobat v inscenaci The Flying Cordovas. Od roku 1913 účinkoval v amerických snímcích, koncem 20. let začal ztvárňovat akční hrdiny v německých filmech. Po skončení herecké dráhy v polovině 40. let se věnoval profesi vizážisty. Zemřel v Hollywoodu na srdeční infarkt.
Jeho dcerou byla herečka Malvina Polo (1903–2000), která hrála např. roli mentálně postižené dívky ve filmu Bláhové ženy režiséra Ericha von Stroheima. Bratrem Eddieho Pola byl akrobat, herec a vizážista Sam Polo (1872–1966).

## Filmografie (výběr)
| Rok  | Titul                                  | Role              | Další informace                                                                          |
| ---- | -------------------------------------- | ----------------- | ---------------------------------------------------------------------------------------- |
| 1915 | The Broken Coin                        | Roleau            |                                                                                          |
| 1915 | Graft                                  |                   |                                                                                          |
| 1916 | The Adventures of Peg o' the Ring      |                   | Není dochováno ve filmových archivech                                                    |
| 1916 | Liberty                                | Pedro             | Distribuováno rovněž pod názvy: The Fangs of the Wolf; Liberty, a Daughter of the U.S.A. |
| 1917 | The Gray Ghost                         | Marco             |                                                                                          |
| 1917 | Bull's Eye                             | Cody              |                                                                                          |
| 1918 | Lure of the Circus                     | Eddie Somers      |                                                                                          |
| 1920 | King of the Circus                     | Eddie King        |                                                                                          |
| 1920 | The Vanishing Dagger                   | John Edward Grant |                                                                                          |
| 1921 | Do or Die                              | Jack Merton       |                                                                                          |
| 1921 | The Secret Four                        |                   |                                                                                          |
| 1929 | Auf der Reeperbahn nachts um halb eins | Heini Box         |                                                                                          |
| 1932 | Es geht um alles                       |                   |                                                                                          |